# リオーニ
リオーニ（伊: Lioni）は、イタリア共和国カンパニア州アヴェッリーノ県にある、人口約6,200人の基礎自治体（コムーネ）。

## 地理

### 位置・広がり

#### 隣接コムーネ
隣接するコムーネは以下の通り。
- バニョーリ・イルピーノ
- カラブリット
- カポゼーレ
- モッラ・デ・サンクティス
- ヌスコ
- サンタンジェロ・デイ・ロンバルディ
- テオーラ

## 行政

### 分離集落
リオーニには、以下の分離集落（フラツィオーネ）がある。
- Valle delle Viti, Civita, Santa Maria del Piano, Oppido